# زاوية سيدي امحمد امرزوق (الحارث)
زاوية سيدي امحمد امرزوق هو دُوَّار يقع بجماعة سيدي أمحمد أومرزوق، إقليم الصويرة، جهة مراكش آسفي في المملكة المغربية. ينتمي الدوّار لمشيخة الحارث التي تضم 6 دواوير. يقدر عدد سكانه بـ 485 نسمة حسب الإحصاء الرسمي للسكان والسكنى لسنة 2004.

## روابط خارجية
- البوابة الوطنية للجماعات الترابية نسخة محفوظة 12 مارس 2018 على موقع واي باك مشين.
- المندوبية السامية للتخطيط